# SkyTrain (Vancouver)
SkyTrain er et metrosystem i Vancouver, Canada. Systemet har 68,7 kilometer skinner og bruger fuldautomatiske tog, der kører på normalspor (1.435 millimeter). SkyTrain kører på alle strækninger på egne skinner, hvoraf de fleste af dem kører adskillige meter oppe i luften, hvilket både giver en god udsigt til de rejsende og gør det nemmere og sikrere at køre. Desuden kører SkyTrain på verdens længste kabelbro udelukkende til brug af tog, kendt som Skybridge, der krydser Fraserfloden. 396.500 passagerer brugte i gennemsnit SkyTrain pr. dag i sidste kvartal af 2012.
SkyTrain har totalt 47 stationer fordelt på tre linjer. Expo Line og Millenium Line drives af British Columbia Rapid Transit Company, under licens via TransLink, British Columbia's transportministerium. Canada Line drives på samme måde af det private selskab ProTrans BC. Alle tre linjer er integrerede i den regionale offentlige transport.
Metrosystemet bruger et billetsystem, som det deler med andre typer af regional transport, og det bliver kontrolleret af South Coast British Columbia Transportation Authority Police Service. SkyTrain Attendants (STA'er) er ofte på togene for at kunne yde førstehjælp, vise vej, kontrollere billetter, overvåge togenes funktionalitet og - hvis nødvendigt - køre togene manuelt.

## Historie
Allerede så tidligt som i 1950'erne blev der fremlagt planer om at bygge et system med monorail, men planerne blev droppet. Manglen på et metrosystem blev i 1970'erne beskyldt for at være årsagen til problemerne med den store mængde af trafik, men de lokale myndigheder havde ikke råd til at betale for et sådanne system. På samme tid havde Urban Transportation Developement Corporation, et regeringsejet firma fra Ontario, udviklet en ny type metrosystem, det såkaldte "Intermediate Capacity Transit System". I 1980 var behovet for et metrosystem i Vancouver blev stort, og samtidig manglede Ontario købere til deres nyudviklede system. Derfor valgte man at bygge Expo Line, da Vancouver skulle være vært for verdensudstillingen i 1986, hvorved man slog to fluer med et smæk, da man både løste trafikproblemet og fik fremvist det nye system. 
Expo Line blev færdig til Expo '86, og oprindeligt sluttede den ved New Westminster Station. I 1987-89 udvidede man den med to stationer, så den sluttede ved Scott Road Station, og igen i 1994 med tre stationer, så endestationen blev King George Station. Den første del af Millenium Line blev åbnet i 2002, 50 millioner dollars billigere end budgetteret. Kritikkere af projektet sagde, at linjeføringen nærmere var politisk bestemt end af hensyn til pendlerne. Oprindeligt ville man have udvidet den længere mod øst, men efter mange problemer med endestationen af fase I besluttede man at droppe planen om udvidelsen. 17. august 2009 åbnede Canada Line, femten uger foran tidsplanen og på budgettet. Antallet af passagerer er gået over forventningerne, med i gennemsnit 100.000 pr. hverdag i maj 2010 og over 136.000 per hverdag i juni 2011. Canada Line er ikke kompatibel med de to andre linjer, da stationerne og togene er kortere, mens togene er bredere. På Waterfront Station, hvor den mødes med de to andre, kører de fra hver deres spor.

## Netværk

### Expo Line
Expo Line går fra Waterfront Station i midten af Vancouver til King George Station i Surrey, stort set af samme rute som etableret af Westminster and Vancouver Tramway Company i 1890. Den blev færdiggjort i 1985 i forbindelse med Expo '86 og har 20 stationer. Den fik først navn, da Millenium Line var blevet konstrueret. Den blev bygget med en budget på 854 millioner canadiske dollars (1986-priser). I juni 2011 blev den brugt af 289.460 personer pr. dag i gennemsnit. Expo Line er 28,9 kilometer lang, og det tager 39 minutter at køre fra den ene ende til den anden.

### Millenium Line
Millenium Line deler spor med Expo Line fra Waterfront Station til Columbia Station, og fortsætter derefter på sine egne skinner gennem North Burnaby og East Vancouver, hvor den ender i VCC-Clark Station. Den blev bygget med et budget på 1,2 milliarder canadiske dollars, og den sidste udvidelse fra Commercial Drive Station til VCC-Clark blev åbnet 6. januar 2006. Millenium Line har 13 stationer, som den ikke deler med Expo Line. Modsat Expo Line blev stationerne på Millenium Line designet af British Columbia's toparkitekter, hvad der gav dem et dramatisk udseende. Når Evergreen Line åbner i 2016 vil Millenium Line stoppe ved Lougheed Town Central Station, og overlade resten af ruten til VCC-Clark Station til den nyåbnede linje. Millenium Line er - inklusiv stykket sammen med Expo Line - 42,1 kilometer lang, og det tager 57 minutter at køre fra den ene ende til den anden, hvis man følger linjen rundt. Pr. 2009 benyttes linjen - uden delen sammen med Expo Line - af 80.000 pr. dag i gennemsnit.

### Canada Line
Canada Line begynder ved Waterfront Station - som de tre andre linjer - og fortsætter derefter sydpå til Richmond og Sea Island. Fra Bridgeport Station splitter linjen sig op i to grene; En der kører mod øst til Vancouver International Airport, samt en der fortsætter sydpå til Richmond-Brighouse Station. Canada Line åbnede 17. august 2009, og er dermed den nye tilføjelse til SkyTrain-netværket. Linjen har femten stationer og 19,5 km spor, intet af det kompatibelt med de to andre linjer. Canada Line mødes udelukkende med Expo og Millenium Line ved Waterfront Station, men Vancouver City Centre Station er blot tre minutters gang fra Granville Station, hvad der benyttes af mange der skal skifte. Canada Line kostede 1,9 milliarder canadiske dollars at opføre, hvad der blev finansieret af den canadiske regering, British Columbia, Translink og InTransitBC. Canada Lines tog, bygget af Rotem, er fuldt automatiske men bygget på et andet design end Bombardiers tog, som kører på Expo og Millenium Line. Antallet af passagerer gik over forventningerne, med over 80.000 passagerer i gennemsnit pr. dag i 2012.  Det tager 26 minutter at køre fra Waterfront til Vancouver Airport med Canada Line.